# Louis Sabin
Louis Sabin (* 23. Juni 1851 in Solingen; † 12. November 1914 ebenda) war ein deutscher Unternehmer und Mitglied des Deutschen Reichstags.

## Leben
Sabin war Mitbegründer und Teilhaber der Stahlwarenfabrik Böntgen & Sabin (Bonsa-Werke) in Solingen. Weiter war er Vorsitzender der Allgemeinen Ortskrankenkasse und Mitglied des Stadtausschusses im Stadtkreis Solingen.
Von 1898 bis 1903 war er Mitglied des Deutschen Reichstags für den Wahlkreis Regierungsbezirk Düsseldorf 3 Solingen.